# Um Milkshake Chamado Wanda
Um Milkshake Chamado Wanda é um podcast brasileiro fundado em 2014 do gênero comédia. É apresentado por Phelipe Cruz, Marina Santa Helena e Samir Duarte. Ao longo dos seus anos de produção, consolidou-se como um dos podcasts de maior sucesso do Brasil.
Desde 2020 é um podcast exclusivo do Spotify.

## História
Um Milkshake Chamado Wanda foi lançado em agosto de 2014. Os temas do podcast envolvem, em grande maioria, cultura pop. O podcast também ficou notável por sua influência LGBT.
Em 2019, Um Milkshake Chamado Wanda venceu o prêmio MTV Miaw, na categoria Podcast do Ano.
Em 3 de setembro de 2020, foi anunciado que o podcast se tornaria exclusivo da plataforma de streaming Spotify por 50 episódios.

## Desempenho
Um Milkshake Chamado Wanda esteve frequentemente entre os podcasts de maior audiência no Brasil. O podcast estreou na parada de Top Podcasts da Apple Podcasts em setembro de 2014, alcançando o pico de posição #2 em 14 de setembro de 2014. Ao longo dos anos, o podcast oscilou entre várias posições, alcançando novamente o segundo lugar em 31 de março de 2018.

## Prêmios e indicações
| Ano  | Premiação                    | Categoria | Trabalho                   | Resultado | Ref.         |
| ---- | ---------------------------- | --------- | -------------------------- | --------- | ------------ |
| 2019 | MTV Millennial Awards Brasil | Podcast   | Um Milkshake Chamado Wanda | Venceu    | [ 4 ]        |
| 2020 | MTV Millennial Awards Brasil | Podcast   | Um Milkshake Chamado Wanda | Indicado  | [ 9 ] [ 10 ] |
| 2020 | Prêmio iBest                 | Podcast   | Um Milkshake Chamado Wanda | Indicado  | [ 11 ]       |